# Bell Canada

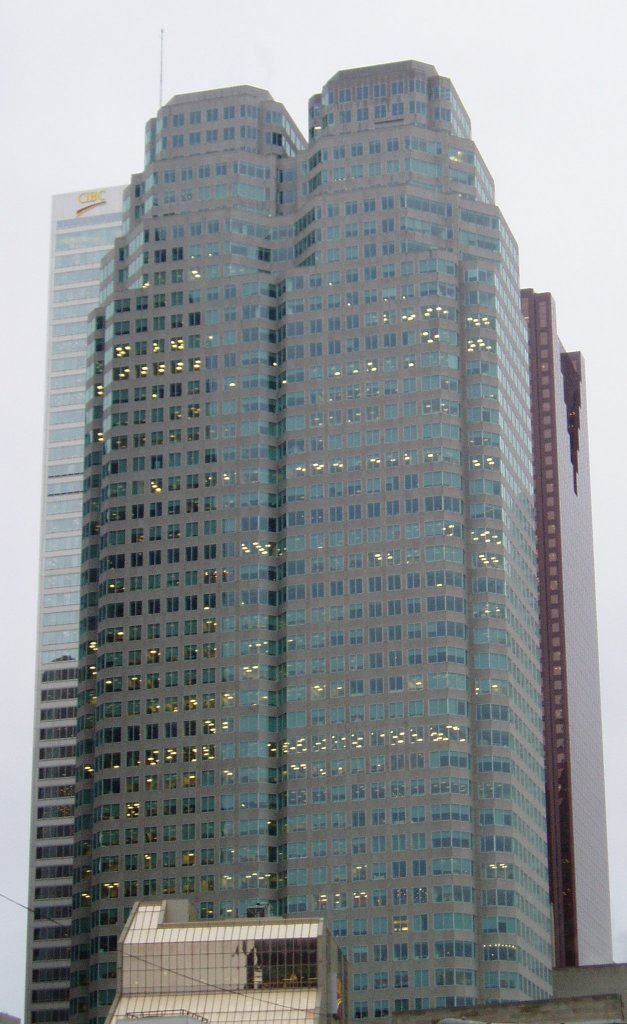
Wieżowiec BCE w Toronto (obecnie pod nazwą Brookfield Place)

Bell Canada – kanadyjskie przedsiębiorstwo telekomunikacyjne, wchodzące w skład holdingu BCE Inc., największy krajowy dostawca usług telefonicznych.

## Struktura
Poprzez własne lub uzależnione kompanie (Bell Aliant, Northwestel, Télébec i NorthernTel) Bell Canada kontroluje większość obszaru Kanady na wschód od Manitoby oraz Terytoria Północno-Zachodnie. Uchodzi za jedno z najważniejszych i najpotężniejszych przedsiębiorstw w historii Kanady, stanowiąc zarazem najważniejszą część wielobranżowego holdingu BCE Inc. (Bell Canada Enterprises), który zajmuje 224 pozycję w światowym rankingu Forbesa. Na dziś oznacza to 54 tysiące pracowników, 13 milionów abonentów, ok. 20 mld dol. obrotów i ponad 4 mld rocznego dochodu netto (2007).
BCE jest dostawcą połączeń przewodowych i bezprzewodowych, oferuje usługi telefoniczne lokalne i zamiejscowe, szerokopasmowy i bezprzewodowy dostęp do Internetu, rozwiązania E-biznesowe oraz telewizję satelitarną. W 2008 uruchomiono internetowymi łączami światłowodowymi cyfrową telewizję IPTV. BCE ma więcej rejestrowanych akcjonariuszy niż jakiekolwiek inne przedsiębiorstwo w Kanadzie. Siedziba główna mieści się w Montrealu.

## Historia

### Telefon dla głuchych
Oficjalnemu ojcu telefonu Szkotowi Alexandrowi G. Bellowi (nieoficjalnym jest Włoch Antonio Meucci) przypisuje się kilkadziesiąt wynalazków, głównie telekomunikacyjnych. Sponsorował też braci Wright, był twórcą hydroplanu i współzałożycielem National Geographic. Urodził się w rodzinie właściciela szkoły dla głuchoniemych, w której opracowano system czytania z ruchu warg oraz języka migowego. Jego matka była osobą niedosłyszącą, podobnie jak w przyszłości żona. W 1870 młody Bell przybył do Kanady na rehabilitację po zapaleniu płuc. W Nowym Świecie Amerykanie zaproponowali mu stanowisko na uniwersytecie w Bostonie. Tam poznał swoją żonę, której zamożny ojciec postanowił sfinansować badania Bella nad elektrycznym wzmacniaczem dźwięku dla głuchych. Za pieniądze teścia Bell wybudował małe laboratorium i już wkrótce opatentował elektroakustyczną słuchawkę, mikrofon elektromagnetyczny oraz telefon. Aby rozpowszechnić wynalazek, Alexander Bell i jego teść zdecydowali się założyć przedsiębiorstwo – Bell Telephone Company. Wynalazek zrobił furorę na pokazie w Filadelfii, za co Bell otrzymał astronomiczną na owe czasy nagrodę 50.000 dolarów od Filadelfijskiego Towarzystwa Naukowego i rozpoczął produkcję.

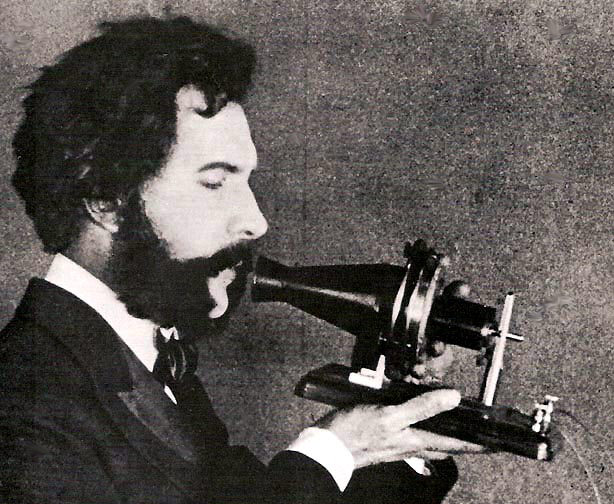
Aktor gra rolę Alexandra Grahama Bella

W celu stworzenia ogólnokrajowej sieci telefonicznej przedsiębiorstwo Bella zostało przekształcone w AT&T. Prace rozpoczęto w Nowym Jorku. W 7 lat później sieć dotarła do Chicago, a w 1915 do San Francisco. W 1927 przy pomocy radia – została uruchomiona łączność transatlantycka. Po osiągnięciu sukcesu komercyjnego Alexander Bell założył sieć laboratoriów badawczych, które po jego śmierci nazwano Bell Labs. Jeszcze za jego życia powstało tam kilkadziesiąt wynalazków, z czego 18 autorstwa samego Bella (np. patent na marzenie życia czyli aparat słuchowy). Po przekształceniu Bell Telephone Co. w AT&T, laboratoria Bella stały się głównym ośrodkiem badawczym tego przedsiębiorstwa.

### Budowanie systemu
Rejestrując swój wynalazek na Kanadę – Bell przekazał 75% praw ojcu Melville’owi Bellowi, który był m.in. autorytetem w ortoepii, ale został pionierem systemu telekomunikacyjnego. Melville Bell wraz z pewnym pastorem, szukając możliwości wdrożenia telefonu w życie, zorganizował wynajem drewnianych aparatów i zaczął budować swoim klientom dwustronne linie telefoniczne, na przykład pomiędzy lokalnym sklepem a pobliskim magazynem albo z pracy do domu co bogatszych przedsiębiorców. Powstałą w ten sposób rachityczną sieć odsprzedał bostońskiemu przedsiębiorstwu National Bell Telephone Company w 1879 roku, stwarzając podwaliny pod telekomunikacyjny system, który zachował się do dziś w Ameryce pod obiegową nazwą Bell System. Natomiast kanadyjska odnoga tego systemu to utworzone w rok później przedsiębiorstwo The Bell Telephone Company of Canada Ltd., któremu rząd przyznał monopol na połączenia zamiejscowe.
Z chwilą wybuchu I wojny światowej w Kanadzie telefon miało już 237 tysięcy abonentów. Z biegiem czasu przedsiębiorstwo kolokwialnie określano Bell, zaś nazwę Bell Canada firma uzyskała legalnie dopiero 7 marca 1968 roku.

### Strefy wpływów
Wszystko wskazywało na to, że przedsiębiorstwo Bell szybko podbije Kanadę i zmonopolizuje krajowy rynek telefonii. Tak się jednak nie stało. Mimo iż linie przesyłowe sięgały od Nowej Szkocji do stóp Gór Skalistych w Albercie to jednak przedsiębiorstwo postanowiło przede wszystkim zadbać o mieszkańców skupisk miejskich od Ontario po Atlantyk. Szybko też odstąpiono od trzech prowincji atlantyckich na rzecz innych, mniejszych przedsiębiorstw. W latach 90., przedsiębiorstwa te połączyły się (jako Aliant), ale Bell ma tam nadal większościowe udziały. Małe, niezależne przedsiębiorstwa oferujące usługi telefoniczne pojawiły się również w Quebecu i w Ontario. Bell od początku dość skutecznie usiłował je przejmować, ale jeszcze w roku 1980 było ich ponad 30, obsługujących przede wszystkim tereny gorzej zaludnione. Z kolei na zachodzie Kanady Bell walkę raczej przegrał, a teren (niekoniecznie wyznaczony granicami prowincji) został podzielony na strefy wpływów przedsiębiorstw takich, jak np. Telus (większość Kolumbii Brytyjskiej), NorthwesTel (odkupiony przez Bella od kolei, ale nadal dość autonomiczny), SaskTel (korporacja publiczna w Saskatchewan) i liczne mniejsze korporacje prywatne. Tymczasem w prowincji Ontario wyraźnie przoduje przedsiębiorstwo Rogers Communications, które rozpoczynało od telewizji kablowej.
Dziś rozmaite loga ale z tym samym wzorem dzwonka (ang. Bell) można spotkać we wszystkich zakątkach kontynentu: Indiana Bell, Mountain Bell, Northwestern Bell, Pacific Bell, itd. Dzwoneczek stanowił znak firmowy AT&T oraz przedsiębiorstw afiliowanych w ramach tzw. Bell System, który został powołany, aby ułatwić ekspansję terytorialną przedsiębiorstwa, dążącej do monopolu w telekomunikacji. W rzeczywistości są to praktyki często nielegalne. W 1956 roku rząd USA nałożył liczne restrykcje na AT&T. Był to efekt trwającego 7 lat procesu antymonopolowego. System jednak nadal żył swoim życiem i znajdował sposoby, aby konkurencja miała niewiele do powiedzenia. Ministerstwo Sprawiedliwości USA jednak nie ustąpiło i na drodze sądowej doprowadziło do poważnych zmian strukturalnych w 1974 roku. W zamian za rządowe przyzwolenie na działalność na błyskawicznie i obiecująco rozwijającym się rynku komputerowym, AT&T ustąpiło z monopolizacji telefonii, a Bell System doświadczył tzw. wyzucia z własności, przez co rynek połączeń lokalnych zagarnęły przedsiębiorstwa mniejsze terytorialnie. Historia pokazała, że ten wymyślny gambit nie wyszedł AT&T na dobre. Na rynku telefonicznym konkurencja i Internet sprawiły, że dziś AT&T żyje w cieniu dawnej świetności.
Zyskali za to Kanadyjczycy – ich ogniwa systemu dokonały sukcesji, przestały być własnością AT&T, a najważniejsze z nich to właśnie Bell Canada i producent sprzętu telefonicznego – Northern Electric.

## Restrukturyzacja
W 1975 Bell Canada była pod względem obrotów piątą potęgą biznesową w kraju. Z kolei w okresie 1980-1997 kanadyjski przemysł telekomunikacyjny przechodził liczne i głębokie zmiany strukturalne. Rząd federalny, wzorem Amerykanów, wprowadził nowe regulacje i pozbawił Bell Canada monopolu, dając szansę innym. Dzięki temu telefonia stała się jedną z niewielu dziedzin, które z dnia na dzień nie drożeją dla przeciętnego użytkownika. Tymczasem Bell, powołując się na potrzebę osiągnięcia większej konkurencyjności, zwolnił 4 tysiące pracowników, przeprowadził restrukturyzację, a także wyprzedaż akcji Telesatu i (pod naciskiem inwestorów) przełożył aktywa w strukturę inwestycyjną income trust. Z drugiej strony demonopolizacja sprawiła, że Bell już nie musiał być wyłącznie operatorem rozmów. Mógł wejść w nowe obszary technologiczne poprzez specjalnie powołane oddziały:
- Bell Internet (wcześniej Sympatico) ma koncesję na świadczenie usług internetowych. Ze swoimi 2 mln użytkowników jest potentatem na rynku kanadyjskim. Od marca 2007 Sympatico – tak jak największy jego rywal Rogers – oferuje bezprzewodowy dostęp do sieci, co z pewnością cieszy mieszkańców głębokiej prowincji, ale tam Rogers nie ma koniecznej infrastruktury. Sympatico wprowadziło też technologię ADSL2+, która umożliwia dwukrotne zwiększenie prędkości przesyłu danych do około 24-25 Mbps. Podczas gdy Rogers oferuje internetowy serwis Yahoo, Sympatico dogadało się z Microsoftem i ma w swym pakiecie serwis MSN.
- Bell Mobility to telefonia komórkowa dostępna już w większości prowincji kanadyjskich i marginalnie w północnych stanach USA. Liczy 5.8 mln abonentów. W najbliższych latach planowane jest upowszechnienie telefonii III generacji (UMTS) umożliwiającej nie tylko łączność wizyjną z rozmówcą, ale też wykonywanie operacji bankowych, oglądanie telewizji, łączność z Internetem czy też zdalną obsługę domowych urządzeń.
- Bell TV (dawniej Bell ExpressVu) to jeden z dwóch (obok StarChoice) ogólnokrajowych dostawców telewizji satelitarnej. Dociera cyfrowo do 1,7 mln odbiorców z ofertą 400 kanałów (w tym TVP Polonia i dwa programy Polskiego Radia).
- Ponadto BCE kontroluje 15% koncernu medialnego CTVglobemedia, jednej z największych przedsiębiorstw medialnych w kanadyjskich rękach prywatnych (klan rodziny Thomson). Obejmuje ona m.in. dziennik The Globe & Mail oraz telewizję CTV i multimedialne CHUM Limited. We wrześniu 2010 BCE zakupił pozostałe 85% telewizji CTV za 1,3 mld dol. W rezultacie powstała fuzja największego dostawcy usług telefonicznych z jedną z najważniejszych telewizji w kraju.

Do BCE należą też udziały w przedsiębiorstwach: Telesat (ośrodek komunikacji satelitarnej w Ottawie), Nortel (producent sprzętu telekomunikacyjnego), Bell West (telefonia w zachodniej Kanadzie) i kilkunastu innych przedsiębiorstwach telekomunikacyjnych bądź informatycznych.

## Kontrowersje
- W lipcu 2008 oddział odpowiedzialny za telefonię komórkową czyli Bell Mobility (a także konkurencyjny Telus) wprowadził bezprecedensową opłatę za odebranie SMS-a w wysokości 15 centów, co było zaskoczeniem dla użytkowników[4].
- Bell Canada może oferować dostęp do Internetu lub dzierżawić swe łącza innym, znacznie mniejszym przedsiębiorstwom. Ci drudzy, mający dość skarg abonentów pod ich adresem, wnieśli zażalenie do CRTC (naczelnego organu regulującego telekomunikację) argumentując, że Bell praktykuje bandwidth throttling (zwalnianie lub dławienie przesyłu danych), tym samym prowadząc nieuczciwą walkę z „małymi” ISP-ami. Jako że niezadowolony klient nie zdaje sobie sprawy, kto blokuje sieć, zdenerwowany poziomem usługi podpisuje nowy kontrakt, nierzadko z winowajcą stanu rzeczy. CRTC odrzuciła skargę oraz wniosek, aby tych praktyk zaniechać, ponieważ środki użyte przez Bell Canada nie okazały się dyskryminacyjne – zostały zastosowane w równej mierze wobec własnych, jak i obcych abonentów. W rezultacie Kanadyjskie Zrzeszenie Dostawców Internetowych (CAIP) jest krytykowane nie za swoje winy. Skarga złożona do CRTC zawierała ponad 1100 udokumentowanych argumentów. Sprawa trafiła do sądu[5].
- Przez 26 lat przedsiębiorstwo utrzymywało bez zmian cenę za połączenie z budki telefonicznej: 25 centów. Od czerwca 2007 usługa ta kosztuje w Kanadzie 50 centów gotówką lub dolara przez kartę kredytową[6].